# Lijst van veelgespeelde schaakopeningen
Hieronder volgt een alfabetische lijst van de belangrijkste (meest gespeelde) schaakopeningen:
| Openingsnaam           | Type                     | Zetten                      |
| ---------------------- | ------------------------ | --------------------------- |
| Aangenomen damegambiet | gesloten                 | 1.d4 d5 2.c4 dxc4           |
| Aljechin               | halfopen                 | 1.e4 Pf6                    |
| Benoni                 | halfgesloten             | 1.d4 Pf6 2.c4 c5 3.d5       |
| Caro-Kann              | halfopen                 | 1.e4 c6                     |
| Catalaans              | halfgesloten             | 1.d4 Pf6 2.c4 e6 3.g3       |
| Dame-Indisch           | halfgesloten             | 1.d4 Pf6 2.c4 e6 3.Pf3 b6   |
| Engels                 | flankspel                | 1.c4                        |
| Frans                  | halfopen                 | 1.e4 e6                     |
| Geweigerd damegambiet  | gesloten                 | 1.d4 d5 2.c4 en geen dxc4   |
| Grünfeld-Indisch       | halfgesloten             | 1.d4 Pf6 2.c4 g6 3.Pc3 d5   |
| Hollands               | halfgesloten             | 1.d4 f5                     |
| Italiaans              | open                     | 1.e4 e5 2.Pf3 Pc6 3.Lc4 Lc5 |
| Koningsfianchetto      | halfopen of halfgesloten | 1.e4 g6 2 d4 Lg7            |
| Koningsgambiet         | open                     | 1.e4 e5 2.f4                |
| Konings-Indisch        | halfgesloten             | 1.d4 Pf6 2.c4 g6            |
| Nimzo-Indisch          | halfgesloten             | 1.d4 Pf6 2.c4 e6 3.Pc3 Lb4  |
| Oud-Indisch            | halfgesloten             | 1.d4 Pf6 2.c4 d6            |
| Philidor               | open                     | 1.e4 e5 2.Pf3 d6            |
| Pircverdediging        | halfopen                 | 1.e4 d6                     |
| Réti                   | flankspel                | 1.Pf3                       |
| Russisch               | open                     | 1.e4 e5 2.Pf3 Pf6           |
| Scandinavisch          | halfopen                 | 1.e4 d5                     |
| Schots                 | open                     | 1.e4 e5 2.Pf3 Pc6 3.d4      |
| Siciliaans             | halfopen                 | 1.e4 c5                     |
| Slavisch               | gesloten                 | 1.d4 d5 2.c4 c6             |
| Spaans                 | open                     | 1.e4 e5 2.Pf3 Pc6 3.Lb5     |
| Tarraschverdediging    | gesloten                 | 1.d4 d5 2.c4 e6 3.Pc3 c5    |
| Weens                  | open                     | 1.e4 e5 2.Pc3               |